# 晚期現代性
晚期現代性（英語：late modernity），或稱液態現代性（liquid modernity）是對當今高度發達的全球社会的描述，是現代性的延續或變遷，而不是其後的後現代的要素。
波蘭-英國社會學家齐格蒙·鲍曼引入該概念，將其稱為「液態」現代性。晚期現代性的特徵是全球資本主義經濟體服務的私有化程度不斷提高以及資訊革命。

## 與後現代性的對比
斯科特·拉什、乌尔利希·贝克、齐格蒙·鲍曼和安東尼·紀登斯等社會理論家和社會學家認為（相對於后现代主义者）現代化一直持續到當代，因此，當代應該被視為晚期現代性的極端狀態。對於1960年代以來的技术革新和社会变迁，「晚期現代性」的概念認為，當代社會是現代制度變遷和文化發展的明顯延續。這些作者討論了反身性現代化過程：用紀登斯的話說，「社會實踐會根據傳入的關於這些實踐本身的資訊而不斷地被檢驗和改革，從而在本質上地改變其性質」。當前，現代性傾向於自我參照，而不是像古典現代性那樣在很大程度上是被定義為與傳統主義的對立面。
安東尼·紀登斯並不反對自「高度」現代性以來發生了重要變化，但他認為我們沒有真正放棄現代性。相反，當代社會的現代性是發達的、極端的「晚期」現代性——但這仍然是現代性，而不是後現代性。從這種角度看，後現代主義僅表現為現代性的高科技形式。

## 主題
該主題是在晚期現代性中建構的，其背景是相互牴觸和形成對比的身份和生活方式文化的碎片化的世界。晚期現代人格的建構環境是晚期現代性的流動社會關係衝擊個體的模糊的方式，產生了反身（reflexive）和多重的自我。

## 特徵
引入液態現代性概念的齊格蒙·鮑曼寫道，它的特徵與個體有關，即不確定感的增加和矛盾心理的私有化。這是現代性的一種混亂的延續，其中一個人能夠以一種流動的方式從一種社會地位轉變到另一種。游牧成為「液態性現代」人的普遍特徵，因為他們像旅行者一樣生活，不斷變化位置、工作、配偶、價值觀念，有時甚至更多——例如政治或性取向——將自己排除在傳統的支持網絡之外，同時使自己擺脫那些網絡施加的限制或要求。
鮑曼強調，液態現代主義給個人帶來了新的責任負擔——傳統的模式將被自我選擇的模式取代。擁有自己的立場並有資金能力的任何人都可以進入全球化社會，就像在老式的商隊驛站接待旅客一樣。結果是形成了一種規範的思維模式，它側重於轉變而不是停留——暫時替代了永久（或「固態」）承諾——這種新模式可能使人誤入歧途而陷入自身存在創造（existential creation）的一個監獄。

## 延伸閱讀
- Ulrich Beck, Anthony Giddens and Scott Lash. 1994. Reflexive Modernization: Politics, Tradition and Aesthetics in the Modern Social Order. Blackwell.
- Beck, Ulrich. 1992. Risk Society. SAGE Publications.
- Giddens, Anthony. 1991. The Consequences of Modernity. Stanford University Press.
- Lash, Scott. 1990. The Sociology of Postmodernism. Routledge.